# Julian Hall (calciatore)
Julian Zakrzewski Hall (New York, 24 marzo 2008) è un calciatore statunitense, attaccante dei N.Y. Red Bulls.

## Caratteristiche tecniche
Di ruolo centravanti, può essere schierato anche come ala in un attacco a tre.

## Carriera

### Club
Cresciuto nel settore giovanile del N.Y. Red Bulls, nel 2023 è stato promosso nella formazione riserve impegnata in MLS Next Pro, dove ha debuttato l'8 maggio nell'incontro perso 2-1 contro il Philadelphia Union II; ha segnato il suo primo gol il 5 giugno seguente contro il N.E. Revolution II, incontro nel quale ha anche fornito un assist.
Il 7 settembre dello stesso anno ha firmato il suo primo contratto professionistico ed il 1º ottobre ha debuttato in prima squadra nell'incontro di MLS perso 1-0 contro il Chicago Fire, diventando il più giovane esordiente nella storia del club oltre che il terzo assoluto nella massima divisione statunitense. Ha segnato il suo primo gol il 19 giugno 2024 fissando il punteggio sul definitivo 2-2 contro il CF Montréal.

### Nazionale
Ha giocato con le nazionali giovanili statunitensi Under-15 ed Under-17.

## Statistiche

### Presenze e reti nei club
Statistiche aggiornate al 6 luglio 2025.
| Stagione        | Squadra           | Campionato      | Campionato | Campionato | Coppe nazionali | Coppe nazionali | Coppe nazionali | Coppe continentali | Coppe continentali | Coppe continentali | Altre coppe | Altre coppe | Altre coppe | Totale | Totale | Totale |
| Stagione        | Squadra           | Comp            | Pres       | Reti       | Comp            | Pres            | Reti            | Comp               | Pres               | Reti               | Comp        | Pres        | Reti        | Pres   | Reti   |        |
| --------------- | ----------------- | --------------- | ---------- | ---------- | --------------- | --------------- | --------------- | ------------------ | ------------------ | ------------------ | ----------- | ----------- | ----------- | ------ | ------ | ------ |
| 2023            | N.Y. Red Bulls II | MNP             | 12         | 3          | -               | -               | -               | -                  | -                  | -                  | -           | -           | -           | 12     | 3      |        |
| 2024            | N.Y. Red Bulls II | MNP             | 16         | 6          | -               | -               | -               | -                  | -                  | -                  | -           | -           | -           | 16     | 6      |        |
| 2025            | N.Y. Red Bulls II | MNP             | 3          | 2          | -               | -               | -               | -                  | -                  | -                  | -           | -           | -           | 3      | 2      |        |
| 2023            | N.Y. Red Bulls    | MLS             | 1          | 0          | USCup           | 0               | 0               | -                  | -                  | -                  | LC          | 0           | 0           | 1      | 0      |        |
| 2024            | N.Y. Red Bulls    | MLS             | 11         | 2          | USCup           | 1               | 0               | -                  | -                  | -                  | LC          | 1           | 0           | 13     | 2      |        |
| 2025            | N.Y. Red Bulls    | MLS             | 13         | 0          | USCup           | 1               | 0               | -                  | -                  | -                  | LC          | 0           | 0           | 14     | 0      |        |
| Totale carriera | Totale carriera   | Totale carriera | 56         | 13         |                 | 2               | 0               |                    | -                  | -                  |             | 1           | 0           | 59     | 13     |        |